# Joachim Wilhelm Liliestråle
Joachim Wilhelm Liliestråle, född 22 juni 1721 på Ekenäs biskopsgård vid Karlstad, död 31 januari 1807 på Lastad, nära Strängnäs, var en svensk ämbetsman.

## Biografi
Liliestråle var son till superintendenten Ingemund Bröms och han blev student vid Uppsala universitet 1734, inskrevs 1744 i Svea hovrätt, befordrades där till vice advokatfiskal 1756, adlades samma år jämte sina sju syskon och bar sedan namnet Liliestråle. (Ättens medlemmar skrev sig sedermera Lilliestråle.) Han var 1757–1773 advokatfiskal i Kammarkollegium, utsågs 1760 till sekreterare i justitiedeputationen, fick 1762 lagmans titel och bekläddes 1772 med justitiekanslersämbetet, från vilket han dock genom intriger från högre ort tvangs att ta avsked 1779. Liliestråle övervarade Riksdagen 1769–1770, Riksdagen 1778, Riksdagen 1786 och Riksdagen 1789. Vid den senare tillhörde han de adelsmän ur oppositionen som arresterades på order av kung Gustav III den 20 februari 1789, inför kungens plan på att genomdriva Förenings- och säkerhetsakten. Liliestråle sattes i förvar på Stockholms slott i högvaktsflygeln och han släpptes först den 29 april samma år.
Vid sistnämnda riksdag uppträdde han med fasthet mot kungens envåldssyften, häktades till följd därav jämte Fersen, De Geer med flera och frigavs först vid riksdagens slut. Han var ledamot av Utile Dulci, Vitterhetsakademien, Vetenskapsakademien, Pro Fide et Christianismo liksom Kungliga Vitterhets Historie och Antikvitets Akademien.
Tonen och formen i Liliestråles vittra alster stämplar dem som avläggare av dalinska skolan. Detta hindrar inte, att han på ett par ställen i sina skrifter uttalar högre och sannare åsikter om poesins väsen, än gustavianerna teoretiskt förmådde höja sig till. Hans yngre samtida, särskilt vid Gustav III:s hov, gjorde honom emellertid till skottavla för sitt gyckel, mest på grund av den pedantiska omständligheten i hans långsläpiga lärodikt Fidei-commiss till min son Ingemund (1772; 2:a upplagan 1797), som bland plattheter stundom innehåller väl tänkta och sagda saker. Den översattes 1791 till danska. Han utgav jämväl Försök till nya kyrkopsalmer (1798) och flera högtidstal, bland annat ett rimmat åminnelsetal över Dalin (1780). Han meddelade smärre poem i Samlaren och Vitterhetsnöjen, samt översatte arbeten av Jean-François Marmontel (Bélisaire 1767; Belisar i Liliestråles översättning 1768), Alexander Pope, Thomas a Kempis med flera.